# Google Trends
Google Trends является публичным web-приложением корпорации Google, основанным на поиске Google, которое показывает, как часто определенный термин ищут по отношению к общему объему поисковых запросов в различных регионах мира и на различных языках. На горизонтальной оси основного графика представлено время (начиная с некоторого момента в 2004), а на вертикальной — как часто термин искали по отношению к общему числу поисковых запросов во всем мире. Под основным графиком отображается распределение популярности по регионам, городам и языкам. 5 августа 2008 года Google запустил Google Insights for Search, более сложную и передовую службу отображения тенденций поиска, которая в 2012 году была объединена с Google Trends.

## Справочная информация
Google Trends также позволяет пользователю сравнивать объем поисковых запросов по двум или более поисковым фразам. Дополнительная особенность Google Trends заключается в его способности отображать новости, связанные с поисковыми фразами, накладывая их на график, показывающий как новые события влияют на поисковую популярность.
Джереми Гинсберг и др. предоставили доказательства того, что данные Google Trends могут быть использованы для отслеживания заболеваемости гриппом среди населения. Может быть представлена оценка еженедельной активности гриппа, поскольку относительная частота определенных запросов в значительной мере связана с процентом посещений врача, при котором у пациента обнаруживаются симптомы гриппа. Кроме того, Тобиасом Прейсом и др. было показано, что существует корреляция между данными Google Trends по названию компаний и объему соответствующих биржевых сделок на еженедельном масштабе времени.

## Google Hot Trends
Google Hot Trends является дополнением к Google Trends, которое отображает 20 лучших, «горячих», то есть с наиболее быстрым ростом, поисковых запросов за последний час в Соединенных Штатах. Для каждого из поисковых терминов, он обеспечивает 24-часовой график объема поисковых запросов, а также записей блогов, новостей и результатов поиска в Интернете. Hot Trends имеет функцию отображения истории для желающих просмотреть прошлые «горячие» поисковые запросы. Hot Trends также могут быть установлены как гаджет iGoogle.

## Год в поиске
Ежегодно компания Google приводит самые популярные запросы за год. Ответы делятся на разные рубрики: События, утраты, сериалы, люди, мультфильмы, книги, выставки, «Что такое?..», мемы. Кроме мирового рейтинга существует также рейтинг по странам.
В 2022 году Google исключила Россию из проекта Google Trends «Год в поиске», первую подборку самых популярных запросов в России Google сделала в 2016 году.